# Habrona alboplagata
Habrona alboplagata är en fjärilsart som beskrevs av Bethune-Baker 1908. Habrona alboplagata ingår i släktet Habrona och familjen sikelvingar. Inga underarter finns listade i Catalogue of Life.